# Бофонди, Джузеппе
Джузеппе Бофонди (итал. Giuseppe Bofondi; 24 октября 1795, Форли, Папская область — 2 декабря 1867, Рим, Папская область) — итальянский куриальный кардинал. Декан Трибунала Священной Римской Роты с 24 января 1842 по 11 июня 1847. Государственный секретарь Святого Престола с 1 февраля по 10 марта 1848. Префект Священной Конгрегации переписи населения с 11 июля 1850 по 2 декабря 1867. Кардинал in pectore с 21 декабря 1846 по 11 июня 1847. Кардинал-дьякон с 11 июня 1847, с титулярной диаконией Сан-Чезарео-ин-Палатио с 14 июня 1847.